# Laddu
I laddu, o laddoo, sono dolci di forma sferica, diffusi soprattutto nell'Asia meridionale. Sono preparati con farina, impasto tritato, zucchero e con altri ingredienti che possono variare in base alla ricetta. Sono dolci che vengono serviti, tipicamente, in  occasione di festività o di ricorrenze religiose.

## Ingredienti

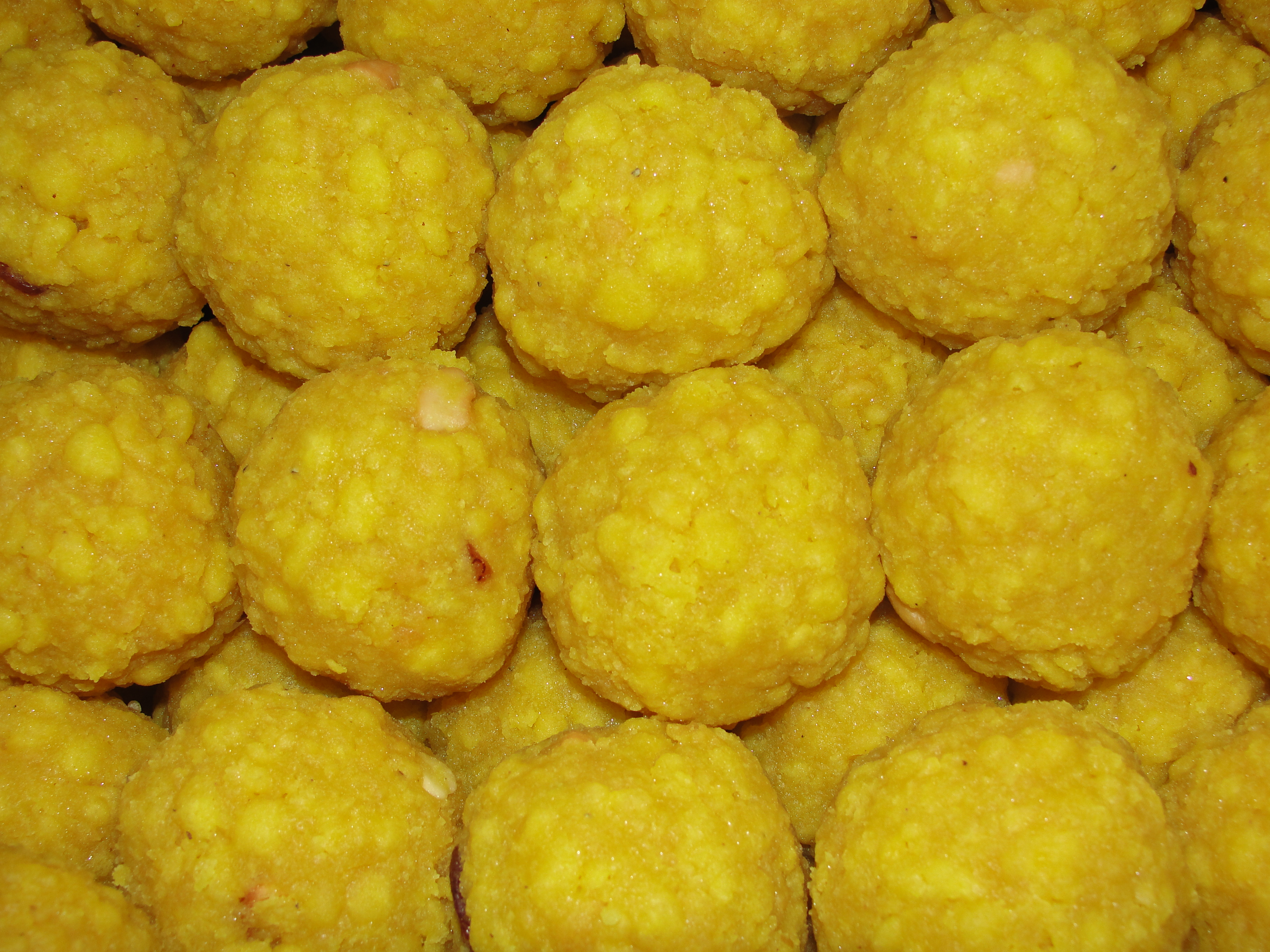
Laddu

La farina utilizzata per la preparazione dell'impasto è una miscela di farina di ceci, semolino e cocco macinato. A questi ingredienti vedono uniti lo zucchero e altri aromi, cucinati nel ghi e infine modellati a forma sferica. Alcune ricette di laddu contengono medicinali ayurveda, altre ricette prevedono il fieno greco, vari cereali e canditi. Anche pistacchi e mandorle sono tipiche aggiunte nell'impasto dei laddu.

## Utilizzo
I laddu sono spesso preparati per festività o eventi di tipo familiare, come matrimoni e nascite di bambini, o dati come prasadam (offerta religiosa di cibo) presso i templi induisti e sikh.
I laddu sono considerati un dolce tradizionale per l'Eid in alcune comunità Islamiche.